# Dendroleon
Genre
Dendroleon est un genre d'insectes névroptères de la famille des Myrmeleontidae (fourmilions).

## Taxonomie
Le genre Dendroleon est créé par Friedrich Moritz Brauer en 1866.

## Liste d'espèces
Selon ITIS (18 décembre 2015) :
- Dendroleon amabilis (Gerstaecker, 1885)
- Dendroleon callipterus X. Wan & al., 2004
- Dendroleon dumigani Tillyard, 1916
- Dendroleon esbenpeterseni Miller & Stange in Miller & al., 1999
- Dendroleon falcatus Zhan & X.-I. Wang in Zhan & al., 2012
- Dendroleon javanus Banks, 1914
- Dendroleon kiungaensis New, 1990
- Dendroleon koongarrensis New, 1985
- Dendroleon lii X. Wan & al., 2004
- Dendroleon longicruris (C.-k. Yang, 1986)
- Dendroleon longipennis Esben-Petersen, 1915
- Dendroleon motuoensis Z.-l. Wang & X.-l. Wang, 2008
- Dendroleon obsoletus (Say, 1839)
- Dendroleon pantherinus (Fabricius, 1787)
- Dendroleon porteri Stange, 2008
- Dendroleon pupillaris (Gerstaecker, 1894)
- Dendroleon regius (Navás, 1914)
- Dendroleon similis Esben-Petersen, 1923
- Dendroleon speciosus Banks, 1905
- Dendroleon vitripennis (Navás, 1912)

Paleobiology Database (18 décembre 2015) rajoute l'espèce fossile suivante :
- Dendroleon septemmontanus